# Гонгил (потомок Гонгила Эретрийского)
Гонгил (др.-греч. Γογγύλος) — персидский правитель из греческой династии, упомянутый Ксенофонтом при описании событий 399 года до н. э.

Из свидетельства Ксенофонта следует, что Гонгил и его брат Горгион были потомками эретрянина Гонгила, перешедшего на сторону персов во время греко-персидских войн и получившего в управление несколько городов в Малой Азии. По замечанию антиковеда О. Ю. Климова, они были сыновьями или, скорее всего, внуками Гонгила Эретрийского, а их матерью была Геллада, являвшаяся, по всей видимости, невесткой последнего.
Гонгил владел городами Мириной и Гринеем, располагавшимися на побережье Эгейского моря неподалеку от устья реки Каик. Вопреки воле матери Гонгил вместе с потомком Демарата Проклом пришёл на помощь Ксенофонту и его солдатам во время стычки с воинами перса Асидата. Впоследствии вместе со своим братом Гонгил оказал поддержку спартанскому военачальнику Фиброну. Из этого следует, что имея собственные отряды и обладая сильной властью в своих городах, Гонгилиды поддерживали тесные связи с Демаратидами и не боялись враждовать с представителями персидской аристократии, владения которых находились неподалеку.
Исторические источники не сообщают о дальнейшей судьбе Гонгила и его брата. По всей видимости, они лишились власти после заключения в 387 году до н. э. Анталкидова мира. Возможно, подчинённые братьям города тогда получили автономию.